# Туркович, Бисера
Бисера Туркович (босн. Bisera Turković; род. 8 декабря 1954, Сисак, СР Хорватия, ФНРЮ) — боснийская женщина-дипломат и преподаватель. Доктор философии. Доцент. Член Партии демократического действия с её основания. Вице-премьер и министр иностранных дел Боснии и Герцеговины с 23 декабря 2019 по 25 января 2023 года в кабинете Тегелтии во главе с премьер-министром Зораном Тегелтией. Первая женщина на этом посту. Первый назначенный посол в истории Боснии и Герцеговины. Посол в США, посол-нерезидент в Мексике и Бразилии в 2005—2009 гг. Посол в Катаре в сентябре 2018 года — декабре 2019 года.

## Биография
Родилась 8 декабря 1954 года в городе Сисак в Хорватии. По другим данным — в деревне Глуха-Буковица близ города Травник (Босния). Отца звали Мухарем.
В 1979 году окончила юридический факультет Сараевского университета. Получила учёную степень в области права. В 1987 году окончила Технологический институт Филлипа в Мельбурне в Австралии и получила степень по криминологии. Закончила аспирантуру по криминологии в Университете Ла Троба в Мельбурне в 1988 году. В 1995 году получила степень доктора философии (Ph.D) в области международных отношений в Pacific Western University в США.
В 1979—1980 годах работала юристом в банке Jugobanka, в 1980—1981 годах — в частной школе, подготавливающей к поступлению в университет имени Бранко Лазича (Škola učenika u privredi «Branko Lazić») и в 1981—1984 годах — в строительной фирме Integral в Сараево. Затем уехала в Австралию. В 1985—1991 годах преподавала в Технологическом институте Филлипа в Австралии. В 1990 году была приглашённым преподавателем в Международном исламском университете в Малайзии в Куала-Лумпуре. Вернулась в Югославию в 1991 году. Работала в 1991—1992 годах ответственным редактором на телеканале Hayat TV в Сараево. В 1994—1996 годах преподавала в частном Центрально-Европейском университете в Будапеште, в 1999—2000 годах — на юридическом факультете Университета Бихача, в 2000—2001 годах — в Сараевском университете, в 2001—2004 годах — на факультете криминальных наук Сараевского университета и в международном фонде Женевский центр политики безопасности (GCSP) в Швейцарии, в 2004—2005 годах — на кафедре международных отношений частного Вебстерского университета в Вене, в 2005—2009 годах — приглашённый преподаватель в американских университетах. В 2009—2011 годах преподавала в Международном университете Сараево (IUS).
Стала первым назначенным послом в истории Боснии и Герцеговины. Была послом в Хорватии (1993—1994), Венгрии (1994—1996). В 1996—2000 годах и 2004—2005 годах посол при Организации по безопасности и сотрудничеству в Европе (ОБСЕ), Организации Объединённых Наций (ООН) и других международных организациях в Вене. В 2005—2009 годах была послом в США, послом-нерезидентом в Мексике и Бразилии, а также постоянным представителем в Организации американских государств (ОАГ). В 2012—2015 годах — посол в Бельгии и Люксембурге. В 2015—2018 годах — посол по особым поручениям, руководитель Отдела специальных дипломатических мероприятий Министерства иностранных дел. С сентября 2018 года была послом в Катаре. В большинстве этих стран читала лекции в местных университетах.
С 2000 по 2001 год Бисера Туркович занимала пост министра по вопросам европейской интеграции Боснии и Герцеговины. В 2001—2004 годах и в 2009—2012 годах была исполнительным директором некоммерческой организации Центр исследований проблем безопасности Боснии и Герцеговины (Centar za sigurnosne studije).
23 декабря 2019 года получила портфель министра иностранных дел в кабинете Тегелтии.
В 2007 году получила звание почётного гражданина Джэксонвилла в штате Флорида. 2008 году получила звание почётного гражданина Лас-Вегаса и получила медаль Вашингтонского института наследия имени Маршалла (Marshall Legacy Institute).
Катарский эмир Аль Тани 14 января 2020 года вручил Бисере Туркович орден «Аль-Ваджба» за выдающийся дипломатический вклад в укрепление двусторонних отношений во всех областях между двумя странами в период её пребывания на посту посла Боснии и Герцеговины в Катаре.

## Семья
Разведена. Имеет троих детей, которых зовут Семра, Сеид и Али.